# Molen nummer 2
Molen nummer 2 was een in 1648 gebouwde, achtkantige poldermolen van het type grondzeiler in de gemeente Zuidplas.
De molen wordt tot het dorp Moerkapelle gerekend. Vroeger pompte de molen het water uit de Wilde Veenen in de Rotte. Na het plaatsen van een gemaal werd de molen overbodig. De molen werd afgeknot dat betekent dat de wieken en het pompsysteem werden verwijderd. Sindsdien is het een woonhuis.
Molen nummer 2 was de onderste middelmolen van de schepradgang van zeven molens, met het oog op de droogmaking van de Bleiswijkse 140 Morgen. Het scheprad zat vanaf de voorboezem gezien links.
Wipmolen: Hertogmolen

Afgeknotte molens: Molen nummer 1 · Molen nummer 2 · Molen nummer 3 · Molen nummer 4 · Molen de Oorsprong · Aalsmeerse molen · Molen de Platluis